# デニス・チェリシェフ
デニス・ドミトリエヴィチ・チェリシェフ（ロシア語: Денис Дмитриевич Черышев、 1990年12月26日 - ）は、ロシア・ニジニ・ノヴゴロド出身のサッカー選手。ロシア代表。ポジションはFW、MF。
父親は元サッカー選手でロシア代表でもプレーしたドミトリー・チェリシェフ。

## 来歴

### クラブ
ロシアのニジニ・ノヴゴロドで生まれ、1995年に父親がプロとして所属していたスポルティング・デ・ヒホンのユースチームでキャリアをスタートさせ、2000年にブルゴスCFに移籍した。
2002年にレアル・マドリードへ移籍し、2008-2009シーズンからレアル・マドリード・カスティージャに昇格した。2012年トップチームに昇格したが、わずかカップ戦１試合の出場にとどまった。2013年、セビージャFCにレンタル移籍。2014年、ビジャレアルCFにレンタル移籍。
2015年、レアル・マドリードに復帰。12月3日、コパ・デル・レイのカディスCF戦にて先発し先制点を挙げるも、自身はビジャレアル時代にカード累積によって出場停止処分中だったことが発覚し、規約違反によってチームは失格となった。
2016年2月、バレンシアCFにシーズン終了までのレンタルで移籍した。
2016年6月15日、ビジャレアルCFに移籍する事が発表された。
2019年7月12日、バレンシアCFに完全移籍し、3年契約を締結した。

### 代表
ロシア代表として各年代でプレーしている。
2012年11月14日のアメリカ戦でロシアA代表デビューをした。
2018 FIFAワールドカップ開幕戦のサウジアラビア戦ではアラン・ジャゴエフの負傷により前半から途中出場すると、代表初得点を含む2得点を記録。ロシアの大勝に貢献し、大会選定のマン・オブ・ザ・マッチに選出された。その後も、グループリーグ第2節エジプト戦で1ゴール、準々決勝クロアチア戦で1ゴールを挙げ、大会通算5試合4ゴールという成績で母国をベスト8に牽引する立役者となった。

## 代表歴

### 出場大会
- ロシア代表
  - 2018 FIFAワールドカップ

### 試合数
- 国際Aマッチ 33試合 12得点（2012年-2021年）[6]

| ロシア代表 | 国際Aマッチ | 国際Aマッチ |
| 年         | 出場        | 得点        |
| ---------- | ----------- | ----------- |
| 2012       | 1           | 0           |
| 2013       | 1           | 0           |
| 2014       | 5           | 0           |
| 2015       | 2           | 0           |
| 2016       | 0           | 0           |
| 2017       | 0           | 0           |
| 2018       | 11          | 6           |
| 2019       | 5           | 5           |
| 2020       | 5           | 1           |
| 2021       | 3           | 0           |
| 通算       | 33          | 12          |

## タイトル

### クラブ
レアル・マドリード・カスティージャ
- セグンダ・ディビシオンB : 2011-12

セビージャFC
- UEFAヨーロッパリーグ : 2013-14

バレンシアCF
- コパ・デル・レイ : 2018-19